# Asociación de Fútbol de Japón
La Asociación de Fútbol de Japón, Nippon Soccer Kyokai (日本サッカー協会 Nippon Sakkā Kyōkai?) o JFA por sus siglas en inglés (Japan Football Association) es la institución reguladora y organizadora de los torneos y competiciones de fútbol y futsal en Japón. Fundada en 1921, se afilió a la FIFA en 1929, pero durante la Segunda Guerra Mundial se retiró. En 1950 volvió a integrarse a la FIFA y en 1954 se afilió a la Confederación Asiática de Fútbol. Es el ente encargado de las selecciones de fútbol masculinas y femeninas.
El término usado inicialmente para describir el juego era shukyu (蹴球, literalmente pierna-bola), derivado del idioma chino. Como este término (y muchos otros de origen chino) fue considerado asociado al militarismo imperialista japonés, fue reemplazado por el término sakka, derivado de la palabra inglesa soccer, en uso por los estadounidenses. Fue solo en los años 1990, cuando el fútbol se profesionalizó, cuando el término futtoboru comenzó a ser usado en los nombres de los clubes, aunque la influencia estadounidense el término sakka no se siguió usando.
Como el símbolo, la Asociación Japonesa de Fútbol usa el Yatagarasu, un cuervo mítico, que supuestamente que ha sido enviado al Kumano Nachi-Taisha por el Emperador Jimmu. El fútbol es uno de los deportes más populares del Japón, y el equipo nacional ya se encuentra clasificando para diversos campeonatos mundiales.
Entre 2008 y 2019 organizó junto a la Conmebol la Copa J.League-Sudamericana, torneo en el cual se enfrentaban los equipos campeones de la Copa J. League y la Copa Sudamericana.

## Ligas y competiciones organizadas por la federación

### Campeonatos masculinos
- J1 League
- J2 League
- J3 League
- Japan Football League
- Liga Japonesa de Ascenso (para equipos de ligas regionales)
- Copa del Emperador
- Copa J. League
- Supercopa de Japón
- Copa Nacional Amateur Japonesa (para equipos de ligas regionales)
- F.League (Liga de fútbol sala)

### Campeonatos femeninos
- WE League (primera división del fútbol femenino)
- Copa de la Emperatriz
- Copa de la WE League
- Nadeshiko League (segunda y tercera división del fútbol femenino)

## Logros
- Medalla de bronce en los Juegos Olímpicos de México 1968
- Campeón de la Copa de Asia: 4 (1992, 2000, 2004 y 2011)
- Campeón de la Copa Dinastía: 3 (1992, 1995 y 1998)
- Campeón de la Copa de Naciones Afroasiáticas: 2 (1993, 2007)
- Campeón de la Copa Kirin: 11 veces
- Campeón de la Copa Mundial de Fútbol Femenino: 2011
- Participaciones en la Copa Mundial de Fútbol: 6 (1998, 2002, 2006, 2010, 2014 y 2018)